# Dekanat Weißenburg-Wemding
Das Dekanat Weißenburg-Wemding ist ein Dekanat der römisch-katholischen Kirche im Bistum Eichstätt. Im Dekanat leben rund 45.000 Katholiken auf etwa 1328 km². Territorial umfasst das Dekanat den mittelfränkischen Landkreis Weißenburg-Gunzenhausen sowie die zum Bistum Eichstätt gehörenden Teile des schwäbischen Landkreises Donau-Ries. Es wurde am 12. Juni 2012 aus den ehemaligen Dekanaten Weißenburg in Bayern und Wemding gegründet. Erster Dekan ist Konrad Bayerle aus Weißenburg, Leiter des Pfarrverbandes Weißenburg, Pfarrer in Weißenburg, Pfarradministrator in Stopfenheim und Expositus in Dorsbrunn, der am 1. März 2024 für fünf weitere Jahre wiederernannt wurde. Es gehören 41 Pfarreien zum Dekanat Weißenburg-Wemding, die in fünf Pfarreienverbünde organisiert sind.

## Pfarreien
- Pfarrverband Weißenburg
  - Ellingen
  - Fiegenstall
  - Stopfenheim
  - Weißenburg in Bayern
- Pfarrverband Gunzenhausen
  - Absberg
  - Cronheim
  - Gnotzheim
  - Obererlbach
- Pfarrverband Wemding-Nordries
  - Hainsfarth
  - Megesheim
  - Schwörsheim
  - Wemding
  - Spitalpfarrei Wemding
- Pfarrverband Monheim
  - Baierfeld
  - Buchdorf
  - Flotzheim
  - Monheim (Schwaben)
  - Weilheim (Monheim)
  - Wittesheim
- Pfarrverband Jura Nordschwaben
  - Fünfstetten
  - Gosheim
  - Gundelsheim
  - Huisheim
  - Mündling
  - Otting
  - Sulzdorf
  - Wolferstadt
- Pfarrverband Treuchtlingen-Pappenheim
  - Möhren
  - Pappenheim
  - Treuchtlingen
- Pfarrverband Pleinfeld
  - Pleinfeld
  - Stirn
  - Sankt Veit
  - Walting
- Pfarrverband Raitenbuch-Pfraunfeld
  - Pfraunfeld
  - Raitenbuch
- Pfarrverband Tagmersheim-Rögling-Ammerfeld
  - Ammerfeld
  - Emskeim
  - Rögling
  - Rohrbach
  - Tagmersheim[6]